# Großer Preis von Australien 1997
Der Große Preis von Australien 1997 (offiziell LXII Qantas Australian Grand Prix) fand am 9. März auf dem Albert Park Circuit in Melbourne statt und war das erste Rennen der Formel-1-Weltmeisterschaft 1997.

## Bericht

### Hintergrund

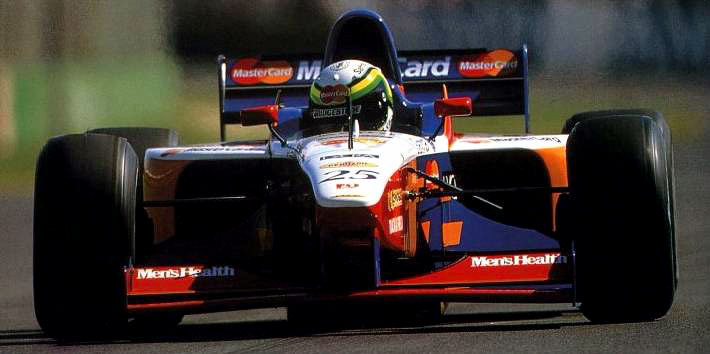
Der neue Lola T97/30 beim Training

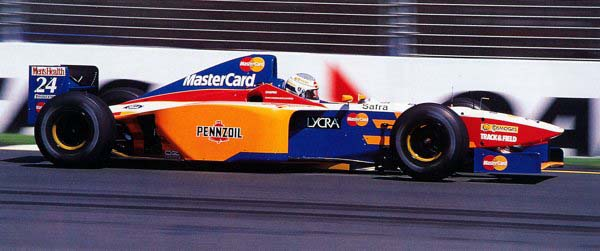
Der Lola T97/30 von der Seite mit Sospiri am Steuer

In dieser Saison traten erstmals die neuen Teams Stewart Grand Prix und MasterCard Lola an, das Footwork Arrows-Team trat von nun an wieder als Arrows an und Ligier wurde von Alain Prost aufgekauft und in Prost Grand Prix umbenannt.
Bridgestone stieg als Reifenhersteller neben Goodyear ein und versorgte die Teams Minardi, Arrows, Stewart und Lola mit ihren Reifen.
Der amtierende Konstrukteursweltmeister Williams ersetzte den Weltmeister Damon Hill durch den Deutschen Heinz-Harald Frentzen. Hill selbst wechselte zu Arrows, wo Tom Walkinshaw den Briten einen gut dotierten Vertrag anbot, welcher vom Sponsorengeld seines Teamkollegen Pedro Diniz bezahlt wurde.
Ferrari, Benetton sowie McLaren-Mercedes behielten ihre Fahrer aus der Vorsaison. Das neue Prost-Team behielt Olivier Panis und verpflichtete zusätzlich den Rookie Shinji Nakano, Sauber behielt Johnny Herbert und ersetzte den zu Williams abgewanderten Frentzen durch Nicola Larini. Das Tyrrell-Team verlängerte Mika Salos Vertrag und holte Jos Verstappen von Footwork dazu. Jordan engagierte den ehemaligen Minardi-Fahrer Giancarlo Fisichella sowie den Bruder von Michael Schumacher: Ralf Schumacher.
Minardi holte Ukyō Katayma sowie den vielversprechenden Jarno Trulli, das neue Stewart-Team gab Rubens Barrichello sowie Jan Magnussen ihre freien Sitze. Die Lola holten den Paydriver Ricardo Rosset sowie den ehemaligen Benetton-Testfahrer Vincenzo Sospiri.
Für Ralf Schumacher, Nakano und Trulli war es das erste Formel-1-Rennen. Dies wäre ebenso für Sospiri der Fall gewesen, doch er konnte sich nicht für das Rennen qualifizieren.
Während des Rennwochenendes kritisierte Michael Schumacher die Strecke als „nicht wirklich besonders“, woraufhin ihn Einheimische als „overpaid prima donna“, zu deutsch „überbezahlte Primadonna“, bezeichneten.
Mit Hill (einmal) trat der bisher einzige Sieger zu diesem Grand Prix an.

### Training
Vor dem Rennen fanden zwei Trainingseinheiten statt: Die erste am Freitagmorgen und die zweite am Samstagmorgen.
Beim ersten freien Training am Freitag holte sich Michael Schumacher mit einer Zeit von 1:32,496 Minuten den ersten Platz, rund eine halbe Sekunde vor Frentzen. Erwähnenswert waren die schlechten Zeiten von den Lola, Katayama sowie Barrichello, die allesamt mehr als acht Sekunden hinter dem Ersten lagen. Während des Trainings kollidierten Mika Häkkinen und Eddie Irvine, weil der Finne nicht in den Rückspiegel schaute. Währenddessen plagten David Coulthard Bremsprobleme, sodass seine schnellste Zeit unter den Erwartungen aus den Wintertests blieben.
Beim zweiten freien Training am Samstag konnte sich Jacques Villeneuve mit einer Zeit von 1:28,594 Minuten an die Spitze des Feldes setzen. Der Zweitplatzierte und Frentzen lag eineinhalb Sekunden hinter dem Kanadier. Die beiden Lola waren die Einzigen, die über 1:40,000 Minuten lagen, Sospiri lag mit 1:44,286 Minuten gar 16 Sekunden hinter Villeneuve.

### Qualifying
Villeneuve holte sich die vierte Pole-Position seiner Karriere vor Teamkollege Frentzen, der allerdings bereits rund zwei Sekunden langsamer war. Weltmeister Hill hatte große Probleme bedingt durch ein Ölleck und der sehr schlechten Kurvenlage des Wagens und konnte sich gerade noch innerhalb der 107-Prozent-Zeit qualifizieren. Später sagte Hill zu seinem Auto, dass „der Arrows unberechenbar wie eine Frau [ist]. Wenn du willst, dass er geradeaus läuft, fährt er zickzack. In den Kurven: Unter- und Übersteuern fast gleichzeitig, so dass ich mich mit der Schulter dagegen stemmen muss“.
Erwähnenswert ist, dass nur sechs Fahrer innerhalb von drei Sekunden der Pole-Zeit liegen, da die Session durch einen schweren Unfall zwischen Berger und Larini, die auf der Geraden nach der Clark-Kurve kollidierten, unterbrochen wurde. Da nurmehr zwei Minuten und 13 Sekunden verblieben, mussten viele Fahrer einen Ein-Runden-Versuch wagen. Berger sagte später, „ich dachte, dass Larini außen überholte, [er] kam aber innen“. Berger blieb unverletzt, Larini verletzte sich an der Schulter leicht, aber er konnte das Rennwochenende fortsetzen.
Beide Lola-Autos waren mehr als elf Sekunden langsamer als Villeneuve, lagen daher deutlich über der 107-Prozent-Zeit. Theoretisch wäre Diniz deswegen ebenfalls nicht qualifiziert gewesen, durfte aber dennoch starten, da er im freien Training eine Zeit darunter absolviert hatte.

### Warm-Up
Die Fahrer gingen am Sonntagmorgen zu einer 30-minütigen Aufwärmsitzung auf die Strecke. Villeneuve konnte sich vor seinem Teamkollegen die schnellste Zeit mit 1:31,235 Minuten holen.

### Rennen
In der Einführungsrunde blieb Hill liegen. Der Grund war, dass der Sensor für das Gaspedal nicht korrekt funktionierte und falsche Werte übermittelte.
Nach dem Start verschätzte sich Irvine in der ersten Kurve und krachte in Villeneuve sowie in Herbert, welches alle drei aus dem Rennen warf. Frentzen versuchte seine Führung schnell auszubauen, da er ein Zwei-Stopp-Rennen fuhr, während seine Verfolger auf einem Stopp pochten.
In der zweiten Runde drehte sich Verstappen aus dem Rennen, als er Katayama zu überholen versuchte. Beide Jordans schieden ebenfalls früh aus, Fisichella drehte sich ebenfalls aus dem Rennen und Ralf Schumacher plagten Getriebeprobleme. Diniz musste mit Problemen am Wagen in Runde 16 stoppen. Nach rund drei Minuten Aufenthalt in der Boxengasse konnte er das Rennen wieder aufnehmen.
In Runde 18 stoppte Frentzen, der mittlerweile 18 Sekunden vor seinem ersten Verfolger war. Nach dem Stopp war er auf Platz drei, konnte aber den Vorsprung der anderen nur marginal verkleinern, da er durch zu überrundende Fahrer aufgehalten wurde. In Runde 24 musste Salo wegen Elektrikprobleme die Box aufsuchen, wo fünf Minuten lang versucht wurde, den Wagen wieder in Fahrt zu bringen. Obwohl dies letztendlich gelang, musste Salo 19 Runden später seinen Tyrrell endgültig abstellen. Während der Halbzeit stoppten Coulthard sowie Michael Schumacher, wodurch Frentzen erneut die Führung übernehmen konnte. Währenddessen schied Jean Alesi aus, als ihm der Sprit ausging. Kurioserweise wollte das Team jedoch Alesi schon fünf Runden vorher in die Box holen, doch Alesi übersah die Signale der Box zum Reifenwechsel und zu allem Übel war auch noch der Boxenfunk zwischen dem Team und dem Fahrer gestört.
In Runde 40 stoppte Frentzen das letzte Mal, sein Vorsprung betrug 23 Sekunden. Theoretisch hätte sein Vorsprung für die Führung reichen können, jedoch hielt ihn ein klemmender, rechter Hinterreifen lange auf. Als der desaströse Boxenstopp beendet war, der rund zehn Sekunden länger als geplant dauerte, lag er wieder auf Platz drei.
Frentzen versuchte, auf Michael Schumacher aufzuholen und erbte dessen Position, als Schumacher kurz vor Ende aufgrund einer defekten Tankanlage einen unplanmäßigen erneuten Tankstopp einlegen musste. Doch der Mönchengladbacher konnte sich nicht lange über Platz zwei freuen, da drei Runden später am Ende der Start-Ziel-Geraden seine linke vordere Bremsscheibe explodierte und er sich dabei in das Kiesbett drehte.
Coulthard konnte Platz eins erfolgreich ins Ziel fahren, welches sein zweiter Karrieresieg war. Zweiter wurde Michael Schumacher, Dritter Häkkinen. Es war auch der erste McLaren-Sieg seit Ayrton Senna beim Rennen in Australien 1993. Die restlichen Punkteplatzierungen belegten Berger, Panis und Larini.
Frentzen sicherte sich mit 1:30,585 Minuten die schnellste Runde.
Die Reihenfolge in der Fahrerwertung entsprach dem Rennergebnis. In der Konstrukteurswertung übernahm McLaren-Mercedes die Führung vor Ferrari und Benetton-Renault.

## Meldeliste
| Team                        | Nr. | Fahrer                | Chassis        | Motor                 | Reifen |
| --------------------------- | --- | --------------------- | -------------- | --------------------- | ------ |
| Danka Arrows Yamaha         | 01  | Damon Hill            | Arrows A18     | Yamaha 3.0 V10        | B      |
| Danka Arrows Yamaha         | 02  | Pedro Diniz           | Arrows A18     | Yamaha 3.0 V10        | B      |
| Rothmans Williams Renault   | 03  | Jacques Villeneuve    | Williams FW19  | Renault 3.0 V10       | G      |
| Rothmans Williams Renault   | 04  | Heinz-Harald Frentzen | Williams FW19  | Renault 3.0 V10       | G      |
| Scuderia Ferrari Marlboro   | 05  | Michael Schumacher    | Ferrari F310B  | Ferrari 3.0 V10       | G      |
| Scuderia Ferrari Marlboro   | 06  | Eddie Irvine          | Ferrari F310B  | Ferrari 3.0 V10       | G      |
| Mild Seven Benetton Renault | 07  | Jean Alesi            | Benetton B197  | Renault 3.0 V10       | G      |
| Mild Seven Benetton Renault | 08  | Gerhard Berger        | Benetton B197  | Renault 3.0 V10       | G      |
| West McLaren Mercedes       | 09  | Mika Häkkinen         | McLaren MP4/12 | Mercedes-Benz 3.0 V10 | G      |
| West McLaren Mercedes       | 10  | David Coulthard       | McLaren MP4/12 | Mercedes-Benz 3.0 V10 | G      |
| B&H Total Jordan Peugeot    | 11  | Ralf Schumacher       | Jordan 197     | Peugeot 3.0 V10       | G      |
| B&H Total Jordan Peugeot    | 12  | Giancarlo Fisichella  | Jordan 197     | Peugeot 3.0 V10       | G      |
| Prost Gauloises Peugeot     | 14  | Olivier Panis         | Prost JS45     | Mugen-Honda 3.0 V10   | B      |
| Prost Gauloises Peugeot     | 15  | Shinji Nakano         | Prost JS45     | Mugen-Honda 3.0 V10   | B      |
| Red Bull Sauber Petronas    | 16  | Johnny Herbert        | Sauber C16     | Petronas 3.0 V10      | G      |
| Red Bull Sauber Petronas    | 17  | Nicola Larini         | Sauber C16     | Petronas 3.0 V10      | G      |
| Tyrrell                     | 18  | Jos Verstappen        | Tyrrell 025    | Ford ED4 3.0 V8       | G      |
| Tyrrell                     | 19  | Mika Salo             | Tyrrell 025    | Ford ED4 3.0 V8       | G      |
| Minardi Team                | 20  | Ukyō Katayama         | Minardi M197   | Hart 3.0 V8           | B      |
| Minardi Team                | 21  | Jarno Trulli          | Minardi M197   | Hart 3.0 V8           | B      |
| Stewart Ford                | 22  | Rubens Barrichello    | Stewart SF01   | Ford Zetec-R 3.0 V10  | B      |
| Stewart Ford                | 23  | Jan Magnussen         | Stewart SF01   | Ford Zetec-R 3.0 V10  | B      |
| Mastercard Lola F1 Team     | 24  | Vincenzo Sospiri      | Lola T97/30    | Ford Zetec-R 3.0 V8   | B      |
| Mastercard Lola F1 Team     | 25  | Ricardo Rosset        | Lola T97/30    | Ford Zetec-R 3.0 V8   | B      |

### Qualifying
| Pos.                                                                       | Fahrer                | Konstrukteur      | Zeit     | Start |
| -------------------------------------------------------------------------- | --------------------- | ----------------- | -------- | ----- |
| 01                                                                         | Jacques Villeneuve    | Williams-Renault  | 1:29,369 | 01    |
| 02                                                                         | Heinz-Harald Frentzen | Williams-Renault  | 1:31,123 | 02    |
| 03                                                                         | Michael Schumacher    | Ferrari           | 1:31,472 | 03    |
| 04                                                                         | David Coulthard       | McLaren-Mercedes  | 1:31,531 | 04    |
| 05                                                                         | Eddie Irvine          | Ferrari           | 1:31,881 | 05    |
| 06                                                                         | Mika Häkkinen         | McLaren-Mercedes  | 1:31,971 | 06    |
| 07                                                                         | Johnny Herbert        | Sauber-Petronas   | 1:32,287 | 07    |
| 08                                                                         | Jean Alesi            | Benetton-Renault  | 1:32,593 | 08    |
| 09                                                                         | Olivier Panis         | Prost-Mugen-Honda | 1:32,842 | 09    |
| 10                                                                         | Gerhard Berger        | Benetton-Renault  | 1:32,870 | 10    |
| 11                                                                         | Rubens Barrichello    | Stewart-Ford      | 1:33,075 | 11    |
| 12                                                                         | Ralf Schumacher       | Jordan-Peugeot    | 1:33,130 | 12    |
| 13                                                                         | Nicola Larini         | Sauber-Petronas   | 1:33,327 | 13    |
| 14                                                                         | Giancarlo Fisichella  | Jordan-Peugeot    | 1:33,552 | 14    |
| 15                                                                         | Ukyō Katayama         | Minardi-Hart      | 1:33,798 | 15    |
| 16                                                                         | Shinji Nakano         | Prost-Mugen-Honda | 1:33,989 | 16    |
| 17                                                                         | Jarno Trulli          | Minardi-Hart      | 1:34,120 | 17    |
| 18                                                                         | Mika Salo             | Tyrrell-Ford      | 1:34,229 | 18    |
| 19                                                                         | Jan Magnussen         | Stewart-Ford      | 1:34,623 | 19    |
| 20                                                                         | Damon Hill            | Arrows-Yamaha     | 1:34,806 | 20    |
| 21                                                                         | Jos Verstappen        | Tyrrell-Ford      | 1:34,943 | 21    |
| 107-Prozent-Zeit: 1:35.625 min (bezogen auf die Bestzeit von 1:29,369 min) |                       |                   |          |       |
| 22                                                                         | Pedro Diniz           | Arrows-Yamaha     | 1:35,972 | 22    |
| DNQ                                                                        | Vincenzo Sospiri      | Lola-Ford         | 1:40,972 | –     |
| DNQ                                                                        | Ricardo Rosset        | Lola-Ford         | 1:42,086 | –     |

Anmerkungen
1. ↑  Diniz durfte am Rennen teilnehmen, da er im freien Training ausreichend schnell gefahren war.

### Rennen
| Pos. | Fahrer                | Konstrukteur      | Runden | Stopps | Zeit        | Start | Schnellste Runde |
| ---- | --------------------- | ----------------- | ------ | ------ | ----------- | ----- | ---------------- |
| 01   | David Coulthard       | McLaren-Mercedes  | 58     | 1      | 1:30:28,718 | 04    | 1:31,412 (29.)   |
| 02   | Michael Schumacher    | Ferrari           | 58     | 2      | + 20,046    | 03    | 1:31,067 (54.)   |
| 03   | Mika Häkkinen         | McLaren-Mercedes  | 58     | 1      | + 22,177    | 06    | 1:31,509 (33.)   |
| 04   | Gerhard Berger        | Benetton-Renault  | 58     | 1      | + 22,841    | 10    | 1:31,624 (54.)   |
| 05   | Olivier Panis         | Prost-Mugen-Honda | 58     | 2      | + 1:00,308  | 09    | 1:31,762 (40.)   |
| 06   | Nicola Larini         | Sauber-Petronas   | 58     | 1      | + 1:36,040  | 13    | 1:32,784 (27.)   |
| 07   | Shinji Nakano         | Prost-Mugen-Honda | 56     | 1      | + 2 Runden  | 16    | 1:34,171 (52.)   |
| 08   | Heinz-Harald Frentzen | Williams-Renault  | 55     | 2      | + 3 Runden  | 02    | 1:30,585 (36.)   |
| 09   | Jarno Trulli          | Minardi-Hart      | 55     | 2      | + 3 Runden  | 17    | 1:35,959 (21.)   |
| 10   | Pedro Diniz           | Arrows-Yamaha     | 54     | 2      | + 4 Runden  | 22    | 1:34,465 (23.)   |
| –    | Rubens Barrichello    | Stewart-Ford      | 49     | 2      | DNF         | 11    | 1:33,386 (24.)   |
| –    | Mika Salo             | Tyrrell-Ford      | 42     | 2      | DNF         | 18    | 1:34,194 (22.)   |
| –    | Jan Magnussen         | Stewart-Ford      | 36     | 2      | DNF         | 19    | 1:35,257 (26.)   |
| –    | Jean Alesi            | Benetton-Renault  | 34     | 0      | DNF         | 08    | 1:31,976 (33.)   |
| –    | Ukyō Katayama         | Minardi-Hart      | 32     | 1      | DNF         | 15    | 1:34,918 (14.)   |
| –    | Giancarlo Fisichella  | Jordan-Peugeot    | 14     | 0      | DNF         | 14    | 1:34,147 (14.)   |
| –    | Jos Verstappen        | Tyrrell-Ford      | 02     | 0      | DNF         | 21    | 1:37,038 (02.)   |
| –    | Ralf Schumacher       | Jordan-Peugeot    | 01     | 0      | DNF         | 12    | 1:48,323 (01.)   |
| –    | Jacques Villeneuve    | Williams-Renault  | 0      | 0      | DNF         | 01    | –                |
| –    | Eddie Irvine          | Ferrari           | 0      | 0      | DNF         | 05    | –                |
| –    | Johnny Herbert        | Sauber-Petronas   | 0      | 0      | DNF         | 07    | –                |
| DNS  | Damon Hill            | Arrows-Yamaha     | 0–     | –      | –           | 20    | –                |

Anmerkungen
1. ↑  Hill blieb bei der Einführungsrunde liegen und konnte nicht am Rennen teilnehmen.

## WM-Stände nach dem Rennen
Die ersten sechs des Rennens bekamen 10, 6, 4, 3, 2 bzw. 1 Punkt(e).

### Fahrerwertung
| Pos. | Fahrer                | Konstrukteur      | Punkte |
| ---- | --------------------- | ----------------- | ------ |
| 01   | David Coulthard       | McLaren-Mercedes  | 10     |
| 02   | Michael Schumacher    | Ferrari           | 6      |
| 03   | Mika Häkkinen         | McLaren-Mercedes  | 4      |
| 04   | Gerhard Berger        | Benetton-Renault  | 3      |
| 05   | Olivier Panis         | Prost-Mugen-Honda | 2      |
| 06   | Nicola Larini         | Sauber-Petronas   | 1      |
| 07   | Shinji Nakano         | Prost-Mugen-Honda | 0      |
| 08   | Heinz-Harald Frentzen | Williams-Renault  | 0      |
| 09   | Jarno Trulli          | Minardi-Hart      | 0      |
| 10   | Pedro Diniz           | Arrows-Yamaha     | 0      |
| –    | Rubens Barrichello    | Stewart-Ford      | 0      |

| Pos. | Fahrer               | Konstrukteur     | Punkte |
| ---- | -------------------- | ---------------- | ------ |
| –    | Mika Salo            | Tyrrell-Ford     | 0      |
| –    | Jan Magnussen        | Stewart-Ford     | 0      |
| –    | Jean Alesi           | Benetton-Renault | 0      |
| –    | Ukyō Katayama        | Minardi-Hart     | 0      |
| –    | Giancarlo Fisichella | Jordan-Peugeot   | 0      |
| –    | Jos Verstappen       | Tyrrell-Ford     | 0      |
| –    | Ralf Schumacher      | Jordan-Peugeot   | 0      |
| –    | Jacques Villeneuve   | Williams-Renault | 0      |
| –    | Eddie Irvine         | Ferrari          | 0      |
| –    | Johnny Herbert       | Sauber-Petronas  | 0      |

### Konstrukteurswertung
| Pos. | Konstrukteur      | Punkte |
| ---- | ----------------- | ------ |
| 01   | McLaren-Mercedes  | 14     |
| 02   | Ferrari           | 6      |
| 03   | Benetton-Renault  | 3      |
| 04   | Prost-Mugen-Honda | 2      |
| 05   | Sauber-Petronas   | 1      |
| 06   | Williams-Renault  | 0      |

| Pos. | Konstrukteur   | Punkte |
| ---- | -------------- | ------ |
| 07   | Minardi-Hart   | 0      |
| 08   | Arrows-Yamaha  | 0      |
| –    | Stewart-Ford   | 0      |
| –    | Tyrrell-Ford   | 0      |
| –    | Jordan-Peugeot | 0      |
| –    | Lola-Ford      | 0      |